# Teramnus
Teramnus,  Rod je višegodišnjih penjačica iz porodice mahunarki kojemu pripada ukupno 7 vrsta raširene po suptropskoj i tropskoj Aziji (jedna; T. mollis) i Americi (2 vrste) i Africi (4 vrste).
Rod je smješten u  podtribus Glycininae, dio tribusa Phaseoleae. Teramnus flexilis Benth., koji navodi Kew, možda je sinonim za Sinodolichos oxyphyllus (Benth.) Verdc.

## Vrste
1. Teramnus buettneri (Harms) Baker f.
2. Teramnus labialis (L.f.) Spreng.
3. Teramnus micans (Welw. ex Baker) Baker f.
4. Teramnus mollis Benth.
5. Teramnus repens (Taub.) Baker f.
6. Teramnus uncinatus (L.) Sw.
7. Teramnus volubilis Sw.